# Rousettus spinalatus
Rousettus spinalatus is een zoogdier uit de familie van de vleerhonden (Pteropodidae). De wetenschappelijke naam van de soort werd voor het eerst geldig gepubliceerd door Bergmans & Hill in 1980.

## Voorkomen
De soort komt voor in Brunei, Indonesië en Maleisië.